# Conny van Bentum
Cornelia "Conny" van Bentum, född 12 augusti 1965 i Barneveld, är en nederländsk före detta simmare.
Hon blev olympisk silvermedaljör på 4 x 100 meter frisim vid sommarspelen 1984 i Los Angeles.